# آمنة محمود الجيدة
آمنة محمود الجيدة (1913-2000)، هي أول معلمة قطرية ولدت في حي الجسرة في دولة قطر، و كتبت في يد الشيخ حامد بن أحمد آل ثاني في الصف السادس الابتدائي.
يعود لها الفضل في نشر التعليم بين الفتيات في قطر، إذ علمت النساء بالذهاب إليهن إلى بيوتهن، ثم افتتحت عام 1938 مدرسة في منزلها وكان عدد طالباتها ما يقارب 60 طالبة، تعرضت في بدايتها للعديد من النقد؛ بسبب رفض الأهالي لتعليم البنات في القرن العشرين.

## أعمالها
- تم اختيار كتاب آمنة الجيدة ليتم تدريسه لأول مدرسة ابتدائية للبنات في دولة قطر عام 1954.
- تولت إدارة أول مدرسة تربوية للبنات في قطر عام 1955، أطلق عليها اسم «مدرسة بنات الدوحة».
- ساهمت في إنشاء مدارس للبنات في كل من الوكرة والخور.
- استطاعت إقناع عدد من الأهالي بتعليم البنات، حيث وصل عدد الطالبات 100 فتاة.[2]

## وفاتها
توفيت آمنة محمود الجيدة عام 2000 م، بلغت من العمر 87 عاماً، تم بناء مدرسة باسم «آمنة بنت وهب» تكريماً لها.